# Ingbirchworth
Ingbirchworth – wieś w Anglii, w hrabstwie ceremonialnym South Yorkshire, w dystrykcie metropolitalnym Barnsley. Leży 23 km na północny zachód od miasta Sheffield i 250 km na północny zachód od Londynu.